# Gerres mozambiquensis
Gerres mozambiquensis is een straalvinnige vissensoort uit de familie van de mojarra's (Gerreidae). De wetenschappelijke naam van de soort is voor het eerst geldig gepubliceerd in 2007 door Iwatsuki & Heemstra.